# Corcolilla
Corcolilla és un llogaret del municipi valencià d'Alpont (comarca de la Serrania).

## Localització
Situat a uns 8 quilòmetres de la vila, a la part nord del terme municipal, sota el Cerro de Corcolilla (1.224 m). S'accedeix per la carretera CV-350, desviant-se més tard per la CV-359.

## Història
Per un privilegi i confirmació del rei Pere el Cerimoniós signat a Alzira el 29 de novembre de 1374, Corcolilla (Corcoliella) fou de Ramiro Castroalbo del Cuervo, qui la donà a vassalls del rei de Castella, enemig del rei Pere. Els jurats de la vila d'Alpont la recuperaren mitjançant l'entrega de béns i diners. Posteriorment els jurats vengueren novament a Pascual de las Cuevas, clergue, per la quantitat de 3.150 sous, que dedicaren a obres de reparació del castell i muralles de la vila d'Alpont. S'ignora quan Alpont va recuperar Corcolilla per no trobar-se escriptura.
El 1772 es va dictar un decret que elevava les parròquies annexes de Corcolilla i el Collado, fins a les hores servides per un vicari propi però depenent de l'església parroquial d'Alpont, a parròquies independents. La condició independent de la parròquia va quedar reafermada amb la reforma d'arxiprestats feta pel bisbe de Sogorb, Joaquín Hernández Herrero. La parròquia quedà contituïda, a més de per Corcolilla, pels llogarets de la Almeza, la Canaleja, la Cuevarruz, Cañada Pastores, Cañada Seca i la Masadilla.

## Demografia
A l'inici de la dècada de 1970 hi habitaven 214 persones, però al 1981 en tenia només 147.
La població segons l'Institut Nacional d'Estadística era de 80 habitants el 2000, 57 el 2010 i 45 el 2020. La mateixa font reflecteix un increment cap al 2024, en arribar als 62 habitants.

## Patrimoni material
L'església parroquial està dedicada a Sant Bernabé Apòstol. Va ser construïda el 1781. Allí es troba el camarí de la imatge de la patrona d'Alpont, la Mare de Déu de la Consolació.
També s'hi troba un jaciment icnològic on s'identifiquen 53 icnites tridàctiles (42 aïllades i 12 que formen part de tres rastres). Corresponen a dinosaures teròpodes i ornitòpodes de talla petita o mitjana.
Es conserva l'antic cementeri

## Patrimoni immaterial
Al setembre de cada tres anys es cel·lebra la "bajada", consistent en el trasllat de la imatge de la Consolació fins a la vila d'Alpont, amb la actes festius civics i profans. Aquesta celebració es remunta al 1705.
Anualment celebra les seues festes patronals el segon diumenge de maig en honor a la Mare de Déu de Consolació, patrona d'Alpont. També celebren les festivitats dels Sants Abdó i Senent, el 29 d'abril, des del 1675.